# Cophyla karenae
Cophyla karenae es una especie de anfibio anuro de la familia Microhylidae.

## Distribución geográfica
Esta especie es endémica de la región Atsinanana de Madagascar. Se encuentra en la Reserva Natural Estricta de Betampona entre los 250 y 550 m de altitud. 
Vive en las hojas de Pandanus y Crinum cerca de arroyos.

## Descripción
Los machos miden de 16.1 a 17.4 mm y las hembras de 16.7 a 18.3 mm.

## Etimología
Esta especie lleva el nombre en honor a Karen L. M. Freeman.

## Publicación original
- Rosa, Crottini, Noel, Rabibisoa, Raxworthy & Andreone, 2014 : A new phytotelmic species of Platypelis (Microhylidae: Cophylinae) from the Betampona Reserve, eastern Madagascar. Salamandra, vol. 50, n.º 4, p. 201–214.[4]